# Cryptomeliola
Cryptomeliola — рід грибів родини Meliolaceae. Назва вперше опублікована 1997 року.

## Класифікація
До роду Cryptomeliola відносять 3 види:
- Cryptomeliola moiana
- Cryptomeliola natans
- Cryptomeliola orbicularis